# Gottfried Antonio Golz
Gottfried Antonio Golz (Três Passos, Brasil, 16 de enero de 1991) es un futbolista brasilero. Juega de arquero y su equipo actual es el Aris de Limassol de la Primera División de Chipre.

## Clubes
| Club             | País   | Año           | PJ | Goles |
| ---------------- | ------ | ------------- | -- | ----- |
| Novo Hamburgo    | Brasil | 2013          | 6  | 0     |
| Sampaio Corrêa   | Brasil | 2014          | 0  | 0     |
| CRAC Catalão     | Brasil | 2015          | 3  | 0     |
| Icasa            | Brasil | 2015          | 2  | 0     |
| Coruripe         | Brasil | 2015-2016     | 13 | 0     |
| Aris de Limassol | Chipre | 2016-presente | 13 | 0     |